# Мироново (Афанасьевский район)
 Мироново  — деревня в Афанасьевском районе Кировской области в составе Пашинского сельского поселения.

## География
Расположена на расстоянии примерно 16 км на юг-юго-восток по прямой от райцентра поселка Афанасьево на правобережье реки Кама.

## История
Известна с 1891 года как выселок Савинское или Миронов с 9 семьями, в 1905 (починок Савинский или Мироновы) с 9 дворами и 67 жителями, в 1926 году деревня Мироновская или Савины, Аксеновцы, хозяйств 25 и жителей 91, в 1950 (Мироновская) 26 и 94, в 1989 115 жителей. Настоящее название утвердилось с 1978 года.  

## Население
Постоянное население составляло 102 человек (русские 99%) в 2002 году, 63 в 2010.